# Omloop Het Nieuwsblad 2023
Omloop Het Nieuwsblad 2023 a fost ediția a 78-a a cursei clasice de ciclism Omloop Het Nieuwsblad, cursă de o zi. S-a desfășurat pe data de 25 februarie 2023 și face parte din calendarul UCI World Tour 2023.

## Echipe participante
Întrucât Omloop Het Nieuwsblad este un eveniment din cadrul Circuitului mondial UCI 2023, toate cele 18 echipe UCI au fost invitate automat și obligate să aibă o echipă în cursă. Șapte echipe profesioniste continentale au primit wildcard.

### Echipe UCI World
| - AG2R Citroën Team - Alpecin–Deceuninck - Arkéa-Samsic - Astana Qazaqstan Team - Bora–Hansgrohe - Cofidis - EF Education–EasyPost - Groupama–FDJ - Ineos Grenadiers - Intermarché–Circus–Wanty - Movistar Team | - Soudal Quick-Step - Team Bahrain Victorious - Team DSM - Team Jayco–AlUla - Team Jumbo–Visma - Trek-Segafredo - UAE Team Emirates |  |

### Echipe continentale profesioniste UCI
| - Bingoal-WB - Human Powered Health - Israel–Premier Tech - Lotto–Dstny | - Team Flanders–Baloise - Team TotalEnergies - Uno-X Pro Cycling Team |  |

## Rezultate
| Loc | Concurent          | Echipă                  | Timp       |
| --- | ------------------ | ----------------------- | ---------- |
| 1   | Dylan van Baarle   | Team Jumbo–Visma        | 4h 54' 49" |
| 2   | Arnaud De Lie      | Lotto–Dstny             | +20"       |
| 3   | Christophe Laporte | Team Jumbo–Visma        | +20"       |
| 4   | Alexander Kristoff | Uno-X Pro Cycling Team  | +20"       |
| 5   | Thomas Pidcock     | Ineos Grenadiers        | +20"       |
| 6   | Davide Ballerini   | Soudal–Quick-Step       | +20"       |
| 7   | Nils Politt        | Bora–Hansgrohe          | +20"       |
| 8   | Andrea Pasqualon   | Team Bahrain Victorious | +20"       |
| 9   | Rui Oliveira       | UAE Team Emirates       | +20"       |
| 10  | Nils Politt        | Bora–Hansgrohe          | +20"       |

## Legături externe
- Site web oficial